# لو آور
لو آور (به فرانسوی: Le Havre) کمون شهری در شهرستان سن-ماریتیم در ناحیه نورماندی علیا با جمعیت ۱۸۲٬۵۸۰ نفر در شمال غربی کشور فرانسه واقع شده‌است.